# Grądy (powiat łomżyński)
Grądy – wieś w Polsce położona w województwie podlaskim, w powiecie łomżyńskim, w gminie Nowogród.
W latach 1975–1998 miejscowość należała administracyjnie do województwa łomżyńskiego.
Wierni kościoła rzymskokatolickiego należą do parafii Narodzenia Najświętszej Maryi Panny w Nowogrodzie.

## Historia
Historia Grądów sięga początków XV wieku.
Wtedy to książę mazowiecki Janusz I nadał ziemie leżące pomiędzy wsią Sławiec a majątkiem Zycharzewo (obecnie wsie Chmielowo, Dzierzgi, Sulimy).
Obszar o powierzchni 10 włók (około 180 ha) leżący nad rzeczką Długanoga (obecna nazwa: Krzywa Noga) otrzymali Dobiesław i Stanisław z Gumowa.
(Tłumaczenie z łaciny: Ks. Janusz nadał Dobiesławowi i Stanisławowi z Gumowa 10 włók nad rzeką Długanoga z obydwoma brzegami, leżących między Sławcem a Zycharzewem obok Nowogrodu, wyjąwszy barcie. Z których to 10 włók Dobiesław otrzymał dwie trzecie, a Stanisław – jedną trzecią.)
Wieś szlachecka położona była w drugiej połowie XVI wieku w powiecie łomżyńskim ziemi łomżyńskiej.
Nazwa Grądy została wzięta prawdopodobnie od nazwy lasów pokrywających ten teren.
Istnienie lasu wskazuje wyłączenie z książęcego nadania dochodów z barci.
Według Słownika Geograficznego z 1880 roku nazwa Grąd (Grądy) określa miejsce wyniesione pomiędzy terenami podmokłymi. W słowniku podano, że w XIX wieku Grądy to wieś i folwark należący do gminy Miastkowo w powiecie łomżyńskim, parafia Nowogród. W 1827 mieszkało w Grądach 120 mieszkańców. Zabudowania tworzyło 14 domów i 8 drewnianych budynków. Powierzchnia gruntów łącznie wynosiła 600 mórg (grunty orne i ogrody 185 m, łąki 42 m, stawy 1 m, Lasy 352 m, nieużytki i place 20 m).
w 1875 roku wydzielono hipotecznie Nomenklaturę Sulki o powierzchni 27 morgów.
W 1866 w ramach uwłaszczenia (po powstaniu styczniowym na mocy dekretu carskiego z 2 marca 1864 roku) chłopom przekazano 240 mórg.
W danych pierwszego spisu powszechnego w II Rzeczypospolitej w roku 1921 Grądy pokazane jako dwie miejscowości: Grądy Szlacheckie i Grądy Włościańskie.
Dane statystyczne z roku 30 września 1921:
|                    |                    | Ludność | Ludność   | Ludność | Wyznanie          | Wyznanie    | Narodowość | Narodowość |
| ------------------ | ------------------ | ------- | --------- | ------- | ----------------- | ----------- | ---------- | ---------- |
|                    | Budynki mieszkalne | Ogółem  | Mężczyźni | Kobiety | rzymskokatolickie | prawosławne | polska     | inna       |
| Grądy Szlacheckie  | 24                 | 158     | 82        | 76      | 155               | 3           | 156        | 2          |
| Grądy Włościańskie | 21                 | 132     | 60        | 72      | 132               | –           | 132        | –          |